# Wilhelm Wik

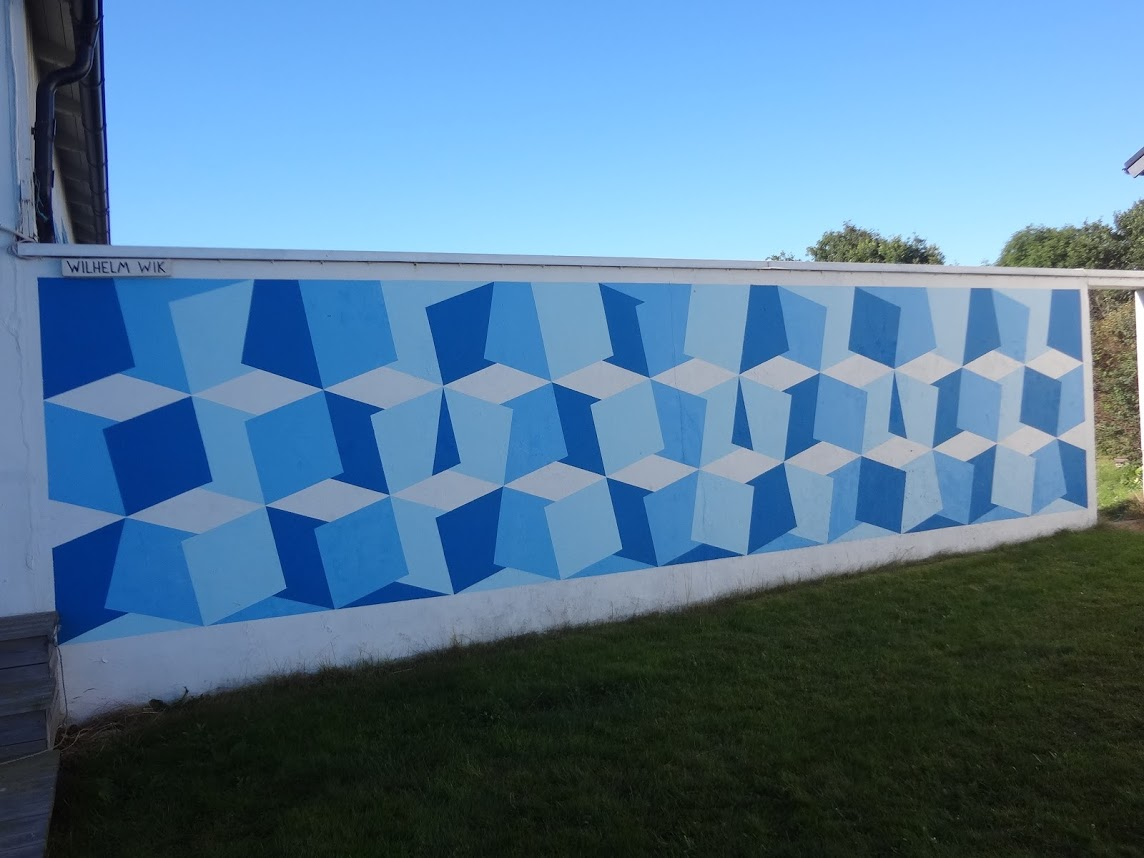
Wilhelm Wik: Romberna dansar rytmiskt på muren. Måleriet har likhet med musik. Varje färg motsvarar en ton i musiken och placeringen av rombernas ytor sinsemellan anger rytmen i musiken.

Wilhelm Ludvig Wik, född 25 september 1897 i Båstad, död 17 februari 1987 i Engelbrekts församling i Stockholm, var en svensk konstnär. Han var från 1932 gift med konstnären Laila Prytz med vilken han 1936 fick sonen Manuel.

## Biografi
Wik studerade måleri hos Carl Wilhelmson, vid Westminster School of Art i London samt hos André Lhote i Paris. Wik företog studieresor till Tyskland 1919, England och Frankrike 1920, Frankrike och Italien 1921, Tyskland 1922, England 1924, USA 1927–1928, Frankrike 1930 och 1931, England, Spanien och Italien 1932, Frankrike 1933, Frankrike, Spanien och Algeriet 1935.
Wik ställde ut separat på Rådhuset i Malmö 1929, deltog på Liljevalchs vårsalong i Stockholm 1933 och 1934 och i Svensk-franska konstgalleriets utställning i Boden 1941. Därefter följde en rad separatutställningar: Konstnärshuset, Stockholm 1941, 1944, 1950. Konsthallen, Södertälje 1955, Gummesons konstgalleri, Stockholm 1955, Galerie Saint-Germain, Paris 1964, Lorensberg Konstsalong, Göteborg 1965, Galerie de Beaune, Paris 1969, Galerie Pierre Domec, Paris 1971, Konstgården Helsingborg 1977, Galerie AIX, Stockholm 1978, Galerie Max, Stockholm 1984. En minnesutställning anordnades på Agardhsgalleriet på Agardhsgatan i Båstad 1989.
Wilhelm Wik är representerad på Moderna museet, Stockholm, Nationalmuseum, Stockholm, Tessininstitutet i Paris, Gustav VI Adolfs konstsamling, Sveriges Radio, Stockholms stad, Västerås stad, Stockholms Sparbank, Skandinaviska Enskilda Banken, Skånska Cementgjuteriet, Broströms rederi, Statens konstråd, Stockholms läns landsting, Kristianstads läns landsting, Malmöhus läns landsting, Birgit Nilsson Museum. 

## Konststil
Under cirka sjuttio aktiva år som målare skedde en konsekvent och målmedveten utveckling av konstnärsstilen. Det finns tre huvudsakliga utvecklingssteg: 
Cirka 1920 – 1935: Naturalist, impressionist, porträttmålare, karikatyrtecknare
Cirka 1935 – 1950: Purist, poetisk färgmatematiker
Cirka 1950 – 1987: Konstruktivist, rombarkitekt, färgtonkompositör
Nils Palmgren skriver i Nutida Svenskt Måleri 1945 (s.89) att Wik reagerar "mot det flytande och flaxiga i tidens måleri, mot den ofta sammansmetade och orena färgen samt mot den hastiga attacken med skissmässigt resultat. Han reducerar linjerna till rena konturer. Kropparna plattas ut till plan, geometriskt sammanhållna och bildande ett slags knapp och ren färgmosaik. Denna sönderdelade färgyta underställer han lagar och kontroll. De fina, dämpade färgerna måste både som nyans och kvantitet harmoniera med varandra till välklingande ackord, ja tillsammans bilda en mer eller mindre sammansatt melodi. Vad Wik sålunda syftar till är en melodisk purism, frigjord från naturkopierandet som den verkliga tonkonsten och som denna fritt och direkt vädjande till människans sinnen. Med sitt renodlade måleri och sin konsekventa harmonilära har Wik modigt intagit en flygelställning till vänster inom puristernas led och en rätt utsatt position i vår svenska konst."
Wik är i grund och botten en poet. Poeten avslöjar sig i det sätt, varpå denna abstraktion utnyttjas, inte till att utplåna utan till att destillera fram själva essensen av det ursprungliga sinnesintrycket och den omedelbara verklighetsupplevelsen. I det stora verket ”l’art abstrait” 1974 (s.283) uppmärksammar Michel Ragon Wiks lek med romber, romboider och romboedrar. Wik använder geometriska mönster och välavstämda färger ungefär så som en kompositör arbetar med musikaliska effekter. För Wik är den konstruktivistiska bildkonsten som musiken. Musiken är den första verkliga konstruktivismen.  Den är hjärnans och idéernas resultat, den är inte avbildande. Den skapar en flod av toner efter ett system av regler. Trots de få tonerna i skalan kan man skapa oändligt varierad musik. Wik frågar sig varför inte bildkonsten på liknande sätt skulle få åstadkomma former och färgharmonier utan krav på att vara föreställande? 
Med Wilhelm Wik har under åren en helt unik konststil växt fram. Där har den melodiska purismens tangenter blivit till hela eller delar av romber, tonerna sinsemellan sinnrikt avstämda färger som fyller rombytorna, och melodin och rytmen tangenternas placering i förhållande till varandra. I flera av konstverken kan man dessutom exempelvis ana poetiskt framtonande landskap eller figurer i rörelse.